# Coralie Codevelle
Coralie Codevelle, née le 19 septembre 1992 à Senlis, est une nageuse en eau libre française.

## Biographie
Elle remporte aux Championnats d'Europe de nage en eau libre 2011  à Eilat la médaille de bronze en contre-la-montre sur 5 kilomètres ainsi qu'en contre-la-montre mixte par équipe sur 5 kilomètres.